# Physostegia
Physostegia es un género con 46 especies de plantas con flores perteneciente a la familia Lamiaceae. Es originario de Norteamérica.
Son plantas con los tallos erectos que pueden crecer hasta los 2 m de altura, y que por lo general surgen de un rizoma. Las hojas del tallo son sésiles, glabras, dentadas y opuestas. Las plantas pasan el invierno como rosetas basales. La inflorescencias son racimos de flores blancas, rosas, lavanda o rojas que parecen orejas. La corola tiene dos labios de  la misma longitud. Los cuatro estambres tienen anteras de color púrpura o casi blanco.

## Especies seleccionadas
| - Physostegia aboriginorum - Physostegia angustifolia - Physostegia correllii - Physostegia denticulata - Physostegia digitalis | - Physostegia edwardsiana - Physostegia formosior - Physostegia godfreyi - Physostegia granulosa - Physostegia imbricata |